# Matsutempel van Chiwan
Matsutempel van Chiwan of Matsupaleis van Chiwan is een taoïstische tempel gewijd aan de Chinese zeegodin Matsu. Hij ligt in Chiwan, Nanshan (Shenzhen), Guangdong, Volksrepubliek China. De oorspronkelijke tempel werd tijdens de Song-dynastie gebouwd. Tijdens de Ming-dynastie en de Qing-dynastie werd hij meerdere malen gerestaureerd. Vrijwel iedere mandarijn van de keizer uit de omgeving, die naar Zuidoost-Azië gestuurd werd voor expeditie, ging voor zijn vertrek eerst bidden in deze tempel voor een behouden vaart. Hierdoor was het toentertijd de belangrijkste Matsutempel van de regio. Zelfs de Keizerlijke Chinese en islamitische zeevaarder Zheng He is meerdere malen bij deze tempel gestopt om te bidden.
De tempel is te bereiken met de metro door bij de halte Chiwan uit te stappen.
Op de 23e dag van de derde maan in de Chinese kalender wordt de verjaardag van de zeegodin groots gevierd door gelovigen uit heel Shenzhen en Hongkong. Ze komen van ver om in de tempel te kunnen offeren.

## Externe link

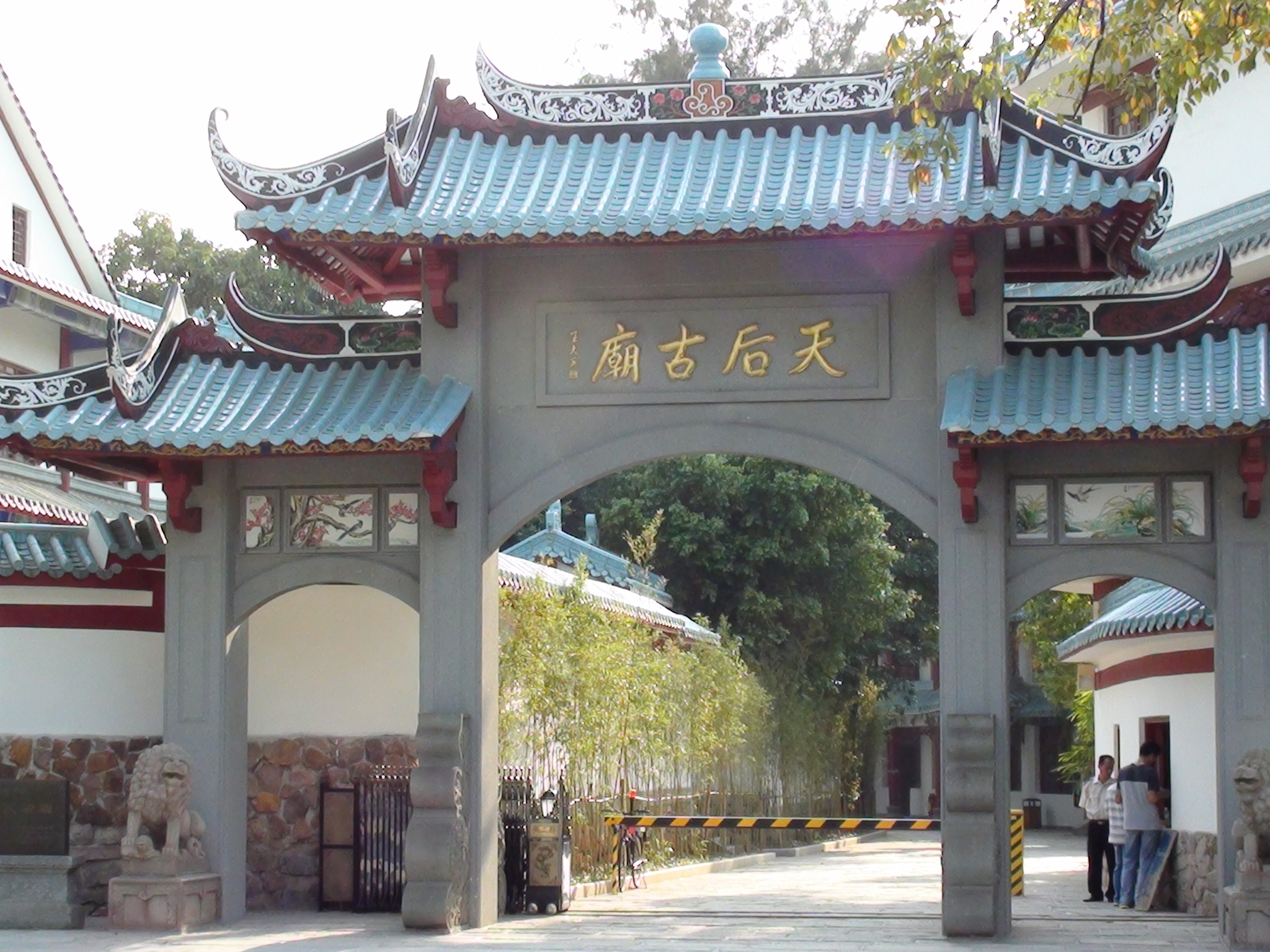
Pailou van de tempel